# Supérieur général de la Compagnie de Jésus
La Compagnie de Jésus, plus connue sous le nom de ses membres, les jésuites, est dirigée par un Praepositus Generalis, mot latin signifiant préposé général, communément appelé « père général » ou « général ». Celui-ci est élu à vie à la tête de l'ordre et dispose d'une grande autorité, de type militaire sur la Compagnie. L'autorité suprême de l'ordre — ou pouvoir législatif — est détenue par les congrégations générales. Le rôle du supérieur général, son mandat et ses pouvoirs sont définis par les « constitutions » de l'ordre (9e et 10e parties) et les décrets ou instructions qui lui sont donnés par les congrégations générales. Les médias aiment qualifier de pape noir le supérieur général de la Compagnie de Jésus (un terme jamais utilisé par les jésuites eux-mêmes) en raison de son influence au sein de l'Église, et de la couleur de son habituel habit noir, par opposition à la soutane blanche du pape.
Le supérieur général des jésuites actuel, Arturo Sosa Abascal, a été élu le 14 octobre 2016 par la 36e congrégation générale.

## L'élection du supérieur général
Pour saint Ignace une congrégation générale est la « Compagnie qui se rassemble » [Const. no 687, 689], et cela se fait rarement sauf s'il y a des questions importantes à traiter. Cependant elle doit être nécessairement convoquée pour l’élection d’un supérieur général. Ses membres sont des délégués ou électeurs, élus par les provinces (86 provinces à ce jour) suivant un système tenant compte de la démographie de l’ordre, les supérieurs provinciaux, et de quelques « officiels majeurs » de l’ordre (assistants, secrétaire, économe, etc). Le supérieur général peut également nommer un nombre limité de délégués supplémentaires pour autant que le nombre de délégués élus reste supérieur à celui de ceux qui entrent à la congrégation en vertu de leur office.
Les délégués ne représentent pas les intérêts d’un groupe particulier (apostolat, province, ou pays). Ils n’ont pas de mandat ou d’agenda particulier mais agissent et votent en conscience pour le bien de la Compagnie et de l’Église.
Dans les constitutions [Const. no 690-718] saint Ignace entre dans un très grand détail en ce qui concerne l’organisation d’une congrégation générale et l’élection d’un supérieur général. Il est particulièrement attentif à sanctionner et éliminer tout ce qui serait ambition personnelle lors d’une congrégation ad electionem. La procédure est restée sensiblement la même depuis l’époque du fondateur, combinant des aspects ressemblant à un conclave (isolement relatif des électeurs, prière et jeûne) et d’autres plus spécifiquement ignaciens : temps prolongé pour une meilleure connaissance mutuelle et quatre jours consacrés aux rencontres à deux pour demandes d’information sur d’éventuels candidats (la murmuratio).
Toujours dans l’esprit voulu par saint Ignace une congrégation ad electionem se dote toujours d’une commission De ambitu chargée de recevoir et examiner d’éventuelles plaintes sur des questions d’ambition ou des attitudes qui ressembleraient à une campagne en faveur ou contre un candidat.

## L'autorité du supérieur général
Des « assistants » secondent le supérieur général dans son travail, sans avoir autorité décisionnelle. Leurs tâches sont réparties par zones géographiques (par exemple l'Amérique du Nord) ou par ministère (par exemple l'enseignement). Les assistants forment le conseil consultatif auprès du général.
Un « secrétaire de la Compagnie »  est chargé de l'administration générale de la Compagnie. Il occupe une place importante. Au cours de l'histoire de la Compagnie, nombre d'entre eux devinrent supérieur général.
Le supérieur général a également un « admoniteur », dont le rôle est plus personnel et confidentiel.
Le général choisit le supérieur provincial de chaque « province » géographique.

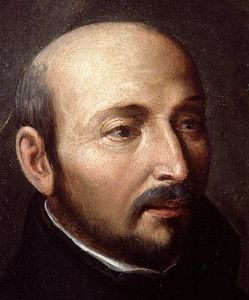
Saint Ignace de Loyola, fondateur et premier supérieur général.

## Histoire des supérieurs généraux
Ignace de Loyola, fondateur de l'ordre, fut élu en avril 1541 « supérieur général » : il le resta jusqu'à sa mort en 1556. Peter Hans Kolvenbach, son 28e successeur, décida en février 2006 de convoquer une congrégation générale — la 35e assemblée depuis la fondation de l'ordre en 1540 — pour lui demander d'être relevé de sa charge.
La congrégation générale s'est ouverte à Rome le 7 janvier 2008. La demande du père Kolvenbach, âgé de 80 ans, fut acceptée le 14 janvier. Depuis la fondation de l'ordre, il est le premier général à voir sa démission acceptée. Le nouveau supérieur général Adolfo Nicolas a été élu le 18 janvier 2008 pour un mandat à vie, conformément aux constitutions de la Compagnie de Jésus. Trentième supérieur général, il démissionne à son tour, remplacé par Arturo Sosa le 14 octobre 2016.

### Liste des supérieurs généraux
Les dates entre parenthèses sont celles d’exercice du mandat de supérieur général de la Compagnie.
1. Ignace de Loyola (avril 1541 - 31 juillet 1556)
2. Jacques Lainez (2 juillet 1558 - 19 janvier 1565)
3. François Borgia (2 juillet 1565 - 1er octobre 1572)
4. Everard Mercurian (23 avril 1573 - 1er août 1580)
5. Claudio Acquaviva (21 février 1581 - 31 janvier 1615)
6. Muzio Vitelleschi (15 novembre 1615 - 9 février 1645)
7. Vincenzo Caraffa (9 janvier 1646 - 8 juin 1649)
8. Francesco Piccolomini (21 décembre 1649 - 17 juin 1651)
9. Alessandro Gottifredi (21 janvier 1652 - 21 mars 1652)
10. Goschwin Nickel (17 mars 1652 - 31 juillet 1664)
11. Giovanni Paolo Oliva (31 juillet 1664 - 26 novembre 1681)
12. Charles de Noyelle (5 juillet 1682 - 12 décembre 1686)
13. Thyrsus González de Santalla (6 juillet 1687 - 27 octobre 1705)
14. Michelangelo Tamburini (31 janvier 1706 - 28 février 1730)
15. Franz Retz (17 mars 1730 - 19 novembre 1750)
16. Ignacio Visconti (4 juillet 1751 - 4 mai 1755)
17. Luigi Centurione (30 novembre 1755 - 2 octobre 1757)
18. Lorenzo Ricci (21 mai 1758 - 16 août 1773) - En 1773, la Compagnie est universellement dissoute, Ricci n'a pas de successeur immédiat.
19. Tadeusz Brzozowski (7 août 1814 - 21 février 1820) - Élu supérieur des jésuites en Russie en 1805, il est nommé « supérieur général » par Pie VII lorsque la Compagnie est universellement rétablie en 1814.
20. Luigi Fortis (18 octobre 1820 - 27 janvier 1829)
21. Jean-Philippe Roothaan (9 juillet 1829 - 8 mai 1853)
22. Pierre-Jean Beckx (2 août 1853 - 4 mars 1887)
23. Anton Anderledy (4 mars 1887 - 18 janvier 1892)
24. Luis Martín (2 octobre 1892 - 18 avril 1906)
25. Franz Xaver Wernz (8 septembre 1906 - 20 août 1914)
26. Vladimir Ledochowski (11 février 1915 - 13 décembre 1942)
27. Jean-Baptiste Janssens (15 septembre 1946 - 5 octobre 1964)
28. Pedro Arrupe (22 mai 1965 - 3 septembre 1983)
29. Peter Hans Kolvenbach (13 septembre 1983 - 14 janvier 2008)
30. Adolfo Nicolás (18 janvier 2008 - 3 octobre 2016)
31. Arturo Sosa Abascal (depuis le 14 octobre 2016)

### La Compagnie durant la période de suppression
La Compagnie de Jésus fut supprimée par le pape Clément XIV par le bref Dominus ac redemptor du 21 juillet 1773, exécuté le 16 août. Il fut appliqué dans tous les pays catholiques et presque tous les diocèses. Cependant certains pays non-catholiques, essentiellement la Prusse, la Russie ou la Pologne sous domination russe, refusèrent la promulgation d'un bref pontifical dans leurs états. Un responsable dans ce pays fut élu supérieur des Jésuites locaux avec le titre de 'vicaire temporaire'.
Ce furent :
- Stanislaus Czerniewicz à partir du 17 octobre 1782 ;
- Gabriel Lenkiewicz du 8 octobre 1785 au 21 octobre 1798 ;
- Franciszek Kareu du 12 février 1799 au 7 mars 1801.

Le 7 mars 1801, Pie VII publia le bref Catholicae fidei, approuvant l'existence des jésuites en Russie et autorisant Franciszek Kareu à porter le titre de « supérieur général de la Compagnie de Jésus en Russie ». Ce fut la première étape vers la restauration de l'ordre.
Les « supérieurs généraux en Russie » furent :
- Franciszek Kareu à partir du 7 mars 1801 jusqu'au 11 août 1802 ;
- Gabriel Gruber du 22 octobre 1802 au 6 avril 1805 ;
- Tadeusz Brzozowski du 14 septembre 1805 au 7 août 1814.

L'Ordre fut universellement restauré le 7 août 1814 par Pie VII par la bulle Sollicitudo omnium ecclesiarum.

## Le supérieur général dans la fiction
Dans Le Vicomte de Bragelonne, troisième roman de la trilogie des mousquetaires d'Alexandre Dumas paru entre 1848 et 1850, Aramis devient « général des jésuites ».